# Pedro Murúa
Pedro Murúa, né le 25 décembre 1930 à Saint-Sébastien et mort le 3 novembre 2019, est un joueur espagnol de hockey sur gazon.

## Carrière
Pedro Murúa a fait partie de la sélection espagnole de hockey sur gazon médaillée de bronze aux Jeux olympiques d'été de 1960 à Rome.